# 亚历山大·赫德
亚历山大·赫德（英語：Alexander Hurd，1910年7月21日—1982年5月28日），加拿大男子速度滑冰运动员。他曾代表加拿大参加1932年冬季奥林匹克运动会速度滑冰比赛，获得一枚银牌和一枚铜牌。